# Ород II (цар Парфії)
Ород II (парф. Urūd) (54 р. до н. е. — 38 р. до н. е.) — цар царів Парфії з династії Аршакідів. Прийшов до влади спочатку разом зі своїм братом — майбутнім царем Мітрідатом III, убивши свого батька Фраата III, а згодом стративши й Мітрідата. Був одружений з Лаодікою, дочкою правителя Коммагени Антіоха I.

#### Захоплення влади
Наразі залишається невідомим, як після вбивства свого батька Фраата брати планували розділити владу. Відомо лише те, що у 56 р. до н. е. Міхрдат вже залишив Парфію та робив спроби залучити на свій бік проконсула Сирії Авла Габінія. Не дочекавшись підтримки від Риму, Міхрдат у 56/55 р. до н. е. захоплює Межиріччя, мешканці якого, начебто підтримували саме його.
На підтримку Ороду виступили саки, очолювані родом Сурена, яких було інкорпоровано до Парфянського царства ще за Міхрдата Великого, та які активно підтримували саме цю гілку Аршакідів ще з часів діда Орода Сінатрука.
Отже представник Сурена (імовірно на ім'я Міхран) внаслідок блискавичної кампанії захопив для Орода Межиріччя, особисто відзначившись при облозі Селевкії. Вже до кінця зими 55/54 р. до н. е. Міхрдата було полонено Суреною та без вагань страчено Ородом. Ород став єдиним царем царів Парфії.
Серед монет Орода відомі емісії, де у його традиційну легенду грец. ΒΑΣΙΛΕΩΣ ΒΑΣΙΛΕΩΝ ΑΡΣΑΚΟΥ ΕΥΕΡΓΕΤΟΥ ΔΙΚΑΙΟΥ ΕΠΙΦΑΝΟΥΣ ΦΙΛΕΛΛΗΝΟΣ додано грец. ΦΙΛΟΠΑΤΟΡΟΣ — люблячий батька, що, можливо, відображає офіційну версію Орода щодо власних претензій на владу.

#### Війни з Римом
За часів Орода, з кампанії Марка Ліцинія Красса почалася епоха відкритого протистояння Парфії та Риму.
До походу Красса щодо військової спроможності східних сусідів республіки у римлян було досить скептичне ставлення, сформоване перемогами біля Тигранокерта та походами Гнея Помпея.
Але кампанія Красса з самого початку мала вигляд нічим неприхованого знущання парфян над престарілим тріумвіром. Як тільки Красс перейшов кордони Парфії до нього було надіслано посланців Орода зі словами: «Якщо військо надіслано народом Риму, то війна буде жорсткою та тотальною, якщо ж, як кажуть, Красс узявся за зброю та захопив землі парфян не за волею Риму, а заради власного зиску, то цар царів утримається від війни та, враховуючи вік Красса, відпустить до Риму легіонерів…». На слова Красса, що він відповість на це питання у Селевкії, один з парфянських послів протягнув долонь та сказав: «Скоріше тут виросте волосся, ніж ти побачиш Селевкію.»
Битва біля містечка Карри стала однією з найганебніших сторінок в історії Риму. Міхран Сурена, який пересувався Парфією з обозом-гаремом у 200 підвод, мало не граючись, з 10 тисячами кінноти знищив сім римських легіонів. Під час спроби укласти з Крассом угоду, Сурена сказав, що угоду потрібно записати, тому що «ви, римляни, геть не пам'ятаєте угод». Сурена показово перетворював цю кампанію на щось, більш схоже на розвагу-полювання, ніж на війну. Окрім зазначеного гарему, парфяни навіть не вважали за доцільне переслідувати римлян вночі, демонструючи свою самовпевненість та зверхність.
Після своєї перемоги Міхран Сурена провів у Селевкії гротескний «тріумф»-пародію на римські традиції. Голову та руку Красса передали Ороду під час пиру, коли декламувалися сцени з «Вакханок» Евріпіда.
Отже, Ород вдруге руками Сурени утримав царство, сам, за словами Плутарха, «злякався небезпеки та наче б засів у засідці, очікуючи майбутнього». Не більше ніж за рік після цієї перемоги Сурену було страчено за наказом Орода.
Під час війни Сурени та Красса власне Ород уклав спілку з вірменським царем Артаваздом, яку закріпили шлюбом сина Орода Пакора з сестрою вірменського царя.
Після вбивства Сурени військові дії парфян проти римлян майже завжди закінчувалися поразками.  53 р. до н. е. в минулому квестор Красса Гай Кассій Лонгін відбив парфян від Антіохії, після чого придушив повстання юдеїв. У  51 р. до н. е. Кассій знищив один з загонів парфян. Саме під час цієї сутички отримав смертельні поранення Осак, полководець парфян, що перебував разом з царевичем Пакором, який офіційно керував парфянами у цій війні. У цьому ж році парфяни повернулися на власні території.
Парфяни готували велику кампанію на  50 р. до н. е., але новий проконсул Сирії Марк Кальпурній Бібул розпочав інтриги з представниками парфянської еліти з метою усунення Орода та передачі влади його сину Пакору. Ород, пам'ятаючи як він сам прийшов до влади, відкликав з західних кордонів і Пакора, і парфянське військо.
Наступні роки будь-яких активних дій не відбувалося, Республіка була поглинута Громадянською війною, парфяни обмежувалися незначними грабіжницькими рейдами та локальними сутичками. У  45 р. до н. е. диктатор Гай Юлій Цезар почав підготовку до великої парфянської кампанії. На схід було відправлено великі кошти для утримання легіонерів, для війни планувалося залучити близько 16 легіонів та близько 10 тисяч кінноти. Але 15.03.44 р. до н. е. Цезаря було вбито.
Протягом Другого Тріумвірату парфяни не тільки воювали на боці заколотників, але й прийняли у себе деяких з них. Один з в минулому римських громадян, Квінт Лабієн (син Тита Атія Лабієна), разом з царевичем Пакором на чолі парфянського війська до початку 40 р. до н. е. майже повністю захопили всі азійські провінції республіки. Квінт Лабієн навіть відкарбував низку монет з власним зображенням та легендою лат. Q · LABIENVS · PARTHICVS · IMP — Квінт Лабієн, парфянський переможний командувач. Але як тільки но у республіці було покінчено з заколотниками, було стабілізовано й стан у східних провінціях. У  39 р. до н. е. новопризначеним легатом Сирії Публієм Вентідієм Бассом було розбито, захоплено та страчено Квінта Лабієна, а у  38 р. до н. е. у битві біля річки Гафрін легат Басс розбив вщент парфянське військо. У цій битві загинув й царевич Пакор, який мав наслідувати Ороду.
Після смерті Пакора Ород призначив своїм правонаступником іншого сина — Фраата. У тому ж  38 р. до н. е. Фраат вбив свого батька, проголосив себе черговим Царем Царів та винищив усіх своїх братів.